# Gartentor (Reutlingen)

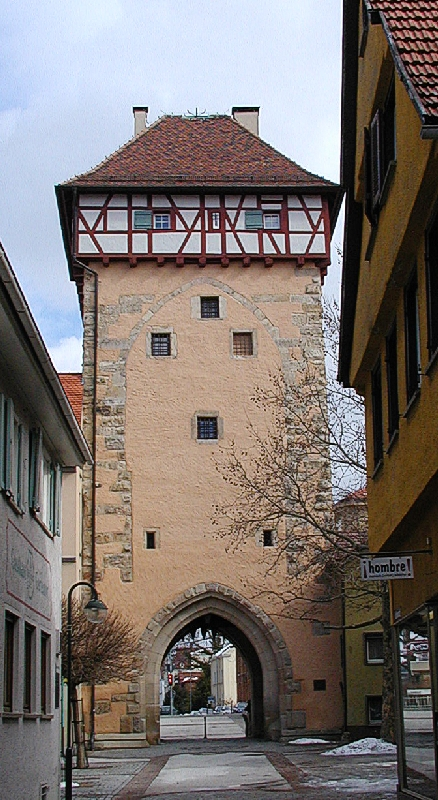
Gartentor, stadtauswärts blickend

Das Gartentor (früher Neues Tor) ist ein ehemaliges Stadttor der ehemaligen Freien Reichsstadt Reutlingen. Es liegt an der Kreuzung von Mauerstraße und Krämerstraße an der nordöstlichen Seite der einstigen Stadtmauer.
Das Gartentor wurde erstmals 1392 urkundlich erwähnt. Es ist eines von früher insgesamt sieben Stadttoren; von ihnen ist neben dem Gartentor nur noch das Tübinger Tor erhalten.
Obwohl Teil der Stadtmauer, war das Tor bis 1700 für den Verkehr gesperrt; es gab nicht einmal eine Brücke über den Stadtgraben. Bis in die württembergische Zeit (ab 1803) diente das Tor auch als Gefängnis.